# 6-ホスホグルコノラクトナーゼ
6-ホスホグルコノラクトナーゼ(6-phosphogluconolactonase、EC 3.1.1.31)は、ペントースリン酸経路に関係する酵素である。6-ホスホグルコノ-1,5-ラクトンを6-ホスホグルコン酸に変換する。

6-ホスホグルコノ-1,5-ラクトン
6-ホスホグルコン酸